# Susan G. Finley
Susan G. Finley ha sido una científica empleada del Laboratorio de Propulsión a Reacción de la NASA,  desde enero de 1958, convirtiéndola en la mujer que más ha servido en la NASA.  Dos días previos al lanzamiento del Explorer 1, Finley empezó su carrera en el laboratorio como calculadora humana, calculando la trayectoria del lanzamiento a mano. Ahora sirve como ingeniera de subsistema para la Red del Espacio Profundo. En el Laboratorio de Propulsión a Reacción  (JPL), ha participado en la exploración de la Luna, el Sol, todos los planetas y otros cuerpos en el Sistema Solar. 

## Vida y educación

### Educación
Finley estudió en la Scripps College, durante tres años con la intención original de ser arquitecta. Su conocimiento de ingeniería era vasto debido a sus talentos en matemáticas y computación, así que intentó aprender arte, pero más tarde descubrió que la ingeniería estaba en su futuro. Durante su experiencia universitaria, ella estudió humanidades lo que le permitió ser exitosa como ingeniera de subsistema. Un subsistema se refiere a un sistema más pequeño dentro de uno más grande, a pesar de que su posición requiere su atención en aspectos más específicos de las tecnologías ella trabaja en el JPL. A la edad de 21, abandonó la Scripps College para convertirse en ingeniera con un grupo de termodinámica en Convair en Pomona, California. 

### Vida familiar
A principios de su carrera, Finley hizo sacrificios en su carrera por su familia. Dejó JPL dos veces en sus primeros años como empleada para apoyar la educación de su marido y también tomó una licencia de maternidad para pasar tiempo con sus dos hijos, regresando permanentemente a JPL en 1969. Según Finley, equilibrar su trabajo con su vida familiar era difícil debido a la “carencia de buenas opciones de cuidado,” aunque cree que las mujeres todavía afrontan estos problemas hoy en día. Una de sus metas era mantener su trabajo y vida familiar separados, se proponía nunca llevar el trabajo a casa. Cocinaba todas las comidas para su familia, pero no hacía muchas tareas en el hogar. Su marido, por otro lado, trabajaba en los autos y el patio, además de ser de la “generación que no ayuda con los niños o la casa”. 

## Carrera
En 1958, Susan Finley tomó una posición en el Laboratorio de Propulsión a Reacción en Pasadena, California, como calculadora humana. Este trabajo le requirió realizar la trayectoria de lanzamiento del cohete a mano. En 1962, fue un cálculo de Finley el que demostró que el Ranger 3 se había desviado de la Luna por 35,000 kilómetros aproximadamente.
El advenimiento de los ordenadores electrónicos cambio despacio lo que el grupo de mujeres computadoras hacían. Las mujeres fueron preparadas para programar en FORTRAN, el primer lenguaje desarrollado para aplicaciones científicas. Los ingenieros hombres no querían estar involucrados en la programación durante la década de 1960. Era considerado aún “trabajo de mujeres” y no como parte de la descripción del trabajo de un ingeniero. Durante su carrera, Finley proveía los cálculos manuales y programas en FORTRAN que formaban parte de las misiones del JPL a la Luna, Marte, Venus, Mercurio, Júpiter, Saturno, Urano y Neptuno, en los programas del Ranger, Mariner, Pioneer, Viking, y Voyager. 
En la década de 1980, se cambió al área de testeo de software y subsistema de ingeniería en la Red del Espacio Profundo.  
Entre 1990 y 2000, Finley contribuyó a las exploraciones del sistema solar del JPL. Finley trabajó en las misiones de la  Mars Exploration Rover y desarrolló tecnología en la cual eran enviados tonos musicales a diferentes fases de descenso y transmitidas de nuevo a la DSN. 
Ella continúa trabajando tiempo completo para JPL y está involucrada en el apoyo del DSN para recientes misiones.  

## Obra

### Algunas publications
- 2004 "Tracking Capability for Entry, Descent and Landing and its support to NASA Mars Exploration Rovers," ResearchGate[2]
- 2009 "Receiver filters and records IF analog signals," National Aeronautics and Space Administration[3]
- 2012 "Spacecraft-to-earth communications for Juno and Mars Science Laboratory critical events," IEEE Xplore[4]
- 2013 "Improved spacecraft tracking and navigation using a Portable Radio Science Receiver," IEEE Xplore[5]
- 2013 "Sleuthing the MSL EDL performance from an X band carrier perspective," IEEE Xplore[6]
- 2014 "Design and implementation of a Deep Space Communications Complex downlink array," IEEE Xplore[7]
- 2016 "A comparison of atmospheric effects on differential phase for a two-element antenna array and nearby site test interferometer", IEEE Xplore[8]